# Робба, Джейми
Джейми Робба (англ. Jamie Robba; 26 октября 1991, Гибралтар) — гибралтарский футболист, вратарь. Выступал за сборную Гибралтара.

## Биография

### Клубная карьера
Свой первый профессиональный контракт подписал в 2011 году с испанским клубом «Линенсе», однако за основную команду в итоге не сыграл. В 2013 году Робба вернулся в Гибралтар, где провёл один сезон в составе клуба «Линкс», а затем перешёл в ФК «Европа», за который сыграл в одном из отборочных матчей Лиги Европы УЕФА. В 2015 году он перешёл во французский клуб «Ле Понте» из четвёртого дивизиона, но за клуб не играл и спустя полгода вернулся в «Линкс». В 2016 году Робба вновь отправился за границу и подписал контракт с клубом Национальной лиги Англии (D5) «Торки Юнайтед», но в этом клубе также не выступал, оставаясь запасным вратарём. Зимой 2017 года стал игроком гибралтарского «Сент-Джозефс».

### Карьера в сборной
В составе сборной Гибралтара был участником Островных игр 2009 и 2011 годов.
В официальных матчах дебютировал за сборную 6 июня 2014 года в товарищеской встрече со сборной Мальты, в котором появился на замену на 83-й минуте вместо Джордана Переса. Осенью того же года и весной 2015 Робба принял участие в пяти матчах отборочного турнира чемпионата Европы 2016, а свой последний матч за сборную сыграл 1 сентября 2016 года против Португалии. В дальнейшем продолжал вызываться в сборную до 2017 года и был запасным вратарём в квалификации к чемпионату мира 2018, но на поле больше не выходил.